# Конли, Патрик
Патрик Конли (англ. Patrick Conley; 1965) — германо-американский журналист и историк, специализирующийся на истории средств массовой информации.

## Биография
Изучал философию у Юрген Хабермас и Альфред Шмидт во Франкфурте. С 1990 по 1995 год работал, сначала параллельно с учёбой, независимым журналистом в гессенском радио, где, среди прочего, был ведущим компьютерной передачи «Chippie».
С 1995 г. работает как свободный автор в Берлине; считается экспертом по истории пропаганды. В 2010 г. под руководством швейцарского учёного Юрга Хойзерманна, занимающегося проблемами СМИ, защитил кандидатскую диссертацию в Тюбингенском университете.
Ранее в Берлинском университете им. Гумбольдта по политическим мотивам была отклонена его диссертация об истории радио ГДР. К его критикам относится, в частности, Эрнст Шумахер. Патриарх восточно-немецкой науки о театре обвинил Патрика Конлиа в «делигитимации ГДР во всех областях». Писатель Детлеф Беренцен заметил: «Работа Конлиа Der parteiliche Journalist (Партийный журналист) позволяет ещё раз почувствовать дыхание диктатуры. Тем не менее, она актуальна и продолжает вызывать споры. И это не случайно. При чтении этой книги открываются идеи, которые звучат очень актуально».

## Произведения
- Vom FDJler zum Bundesbürger. Jugendliche aus Ostdeutschland erinnern sich an das Ende der DDR. Документальная радиопередача. hr2, 6 Ноябрь 1994.
- Die vergessene Tradition. Eine Erinnerung an den Philosophen Ernst Cassirer. Документальная радиопередача. SFB3, 30 апреля 1996.
- Features und Reportagen im Rundfunk der DDR. Tonträgerverzeichnis 1964—1991. — 2-е изд. — Berlin: Askylt, 1999. — ISBN 3-9807372-0-9 (РГБ)
- Der parteiliche Journalist. Die Geschichte des Radio-Features in der DDR. — Berlin: Metropol, 2012. — ISBN 978-3-86331-050-9 (РГБ)